# Franciszek Antoni Ledóchowski
Franciszek Antoni Ledóchowski (ur. 1728 na Wołyniu, zm. 1783 w Wiedniu) – wojewoda czernihowski, starosta włodzimierski, hajsyński, podkomorzy królewski, poseł.

## Życie rodzinne
Syn Adama kasztelana wołyńskiego i Ludwiki z Wierzbowskich. W 1745 ożenił się z Ludwiką z Denhoffów, córką kasztelanica sieradzkiego. Żona wniosła w posagu m.in. dobra klimontowskie, ossolińskie i Tetyjów. Od ojca otrzymał natomiast na Wołyniu dobra Pieczychwosty oraz Chocin. W 1763 roku procesował się z Pacami i Puzyniną o Iwaniska.

## Działalność polityczna
W 1744 został starostą włodzimierskim, które scedował na niego ojciec oraz rotmistrzem pancernym. W tym samym roku został również po raz pierwszy wybrany na sejm z województwa czernihowskiego. W 1758 roku ponownie wybrany z tego samego województwa na sejm, na którym był przeciwnikiem „familii”. W 1764 roku wybrany na sejm konwokacyjny w którym nie uczestniczył. Na sejmie elekcyjnym w 1764 roku podpisał akt elekcji Stanisława Augusta Poniatowskiego z województwa wołyńskiego. W 1765 roku mianowany podkomorzym królewskim. W załączniku do depeszy z 2 października 1767 roku do prezydenta Kolegium Spraw Zagranicznych Imperium Rosyjskiego Nikity Panina, poseł rosyjski Nikołaj Repnin określił go jako posła wątpliwego dla realizacji rosyjskich planów na sejmie 1767 roku, poseł powiatu christenburskiego na sejm 1767 roku. W 1774 roku otrzymał we Włodzimierzu Wołyńskim jurydykę pojezuicką i starostwo hajsyńskie. W 1775 roku starostwo włodzimierskie scedował na rzecz Mikołaja Ledóchowskiego. W grudniu 1776 mianowany wojewodą czernihowskim.

## Odsunięcie się od działalności politycznej
W proteście przeciwko ingerencji państw ościennych w sprawy Rzeczypospolitej ok. 1779 roku wycofał się z życia politycznego. Wszelkie pełnomocnictwa do prowadzenia spraw majątkowych przekazał na rzecz syna Antoniego. Zamieszkał w Gdańsku, a później w Wiedniu, gdzie zmarł 9 stycznia 1783 roku.
Kawaler orderów:
- Orła Białego – 1777 r.
- św. Stanisława – 1775 r.